# Anna Cavazzini

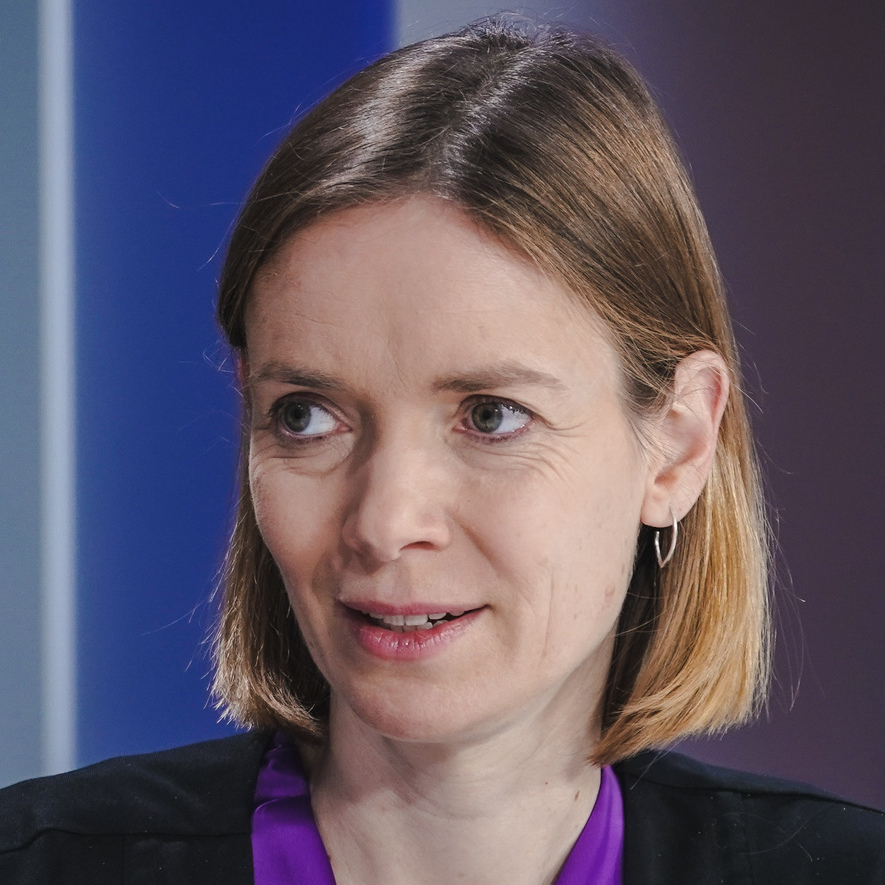
Anna Cavazzini (2023)

Anna Katrin Cavazzini (* 12. Dezember 1982 in Schlüchtern) ist eine deutsche Politikerin (Bündnis 90/Die Grünen). Sie ist seit 2019 Mitglied des Europäischen Parlaments und Vorsitzende des Ausschusses für Binnenmarkt und Verbraucherschutz.

## Ausbildung und Beruf
Cavazzini wuchs in Hessen auf und machte am Ulrich-von-Hutten-Gymnasium in Schlüchtern Abitur. Nach einem Freiwilligenjahr in Mexiko absolvierte sie den Bachelorstudiengang European Studies an der TU Chemnitz. Mit einem anschließenden Masterstudium der Internationalen Beziehungen an der Freien Universität Berlin und der Humboldt-Universität zu Berlin schloss sie ihr Studium im Jahr 2009 ab.
Im gleichen Jahr zog Cavazzini als wissenschaftliche Mitarbeiterin von Ska Keller nach Brüssel. Nach der Legislaturperiode wechselte sie 2014 als Referentin zu Fragen der Entwicklungsfinanzierung ins Auswärtige Amt nach Berlin. Während dieser Tätigkeit wurde sie für ein Jahr zu den Vereinten Nationen nach New York entsandt und arbeitete als Referentin des 70. Präsidenten der UNO-Generalversammlung Mogens Lykketoft im Haushaltsausschuss und für die Umsetzung der Ziele für nachhaltige Entwicklung (SDGs). Zwischen 2016 und 2017 war sie als Referentin für Handelspolitik bei Campact angestellt und seitdem Referentin für die SDGs der UNO bei der Nichtregierungsorganisation Brot für die Welt. Danach war sie dort bis April 2019 Referentin für Menschenrechte.

## Politik

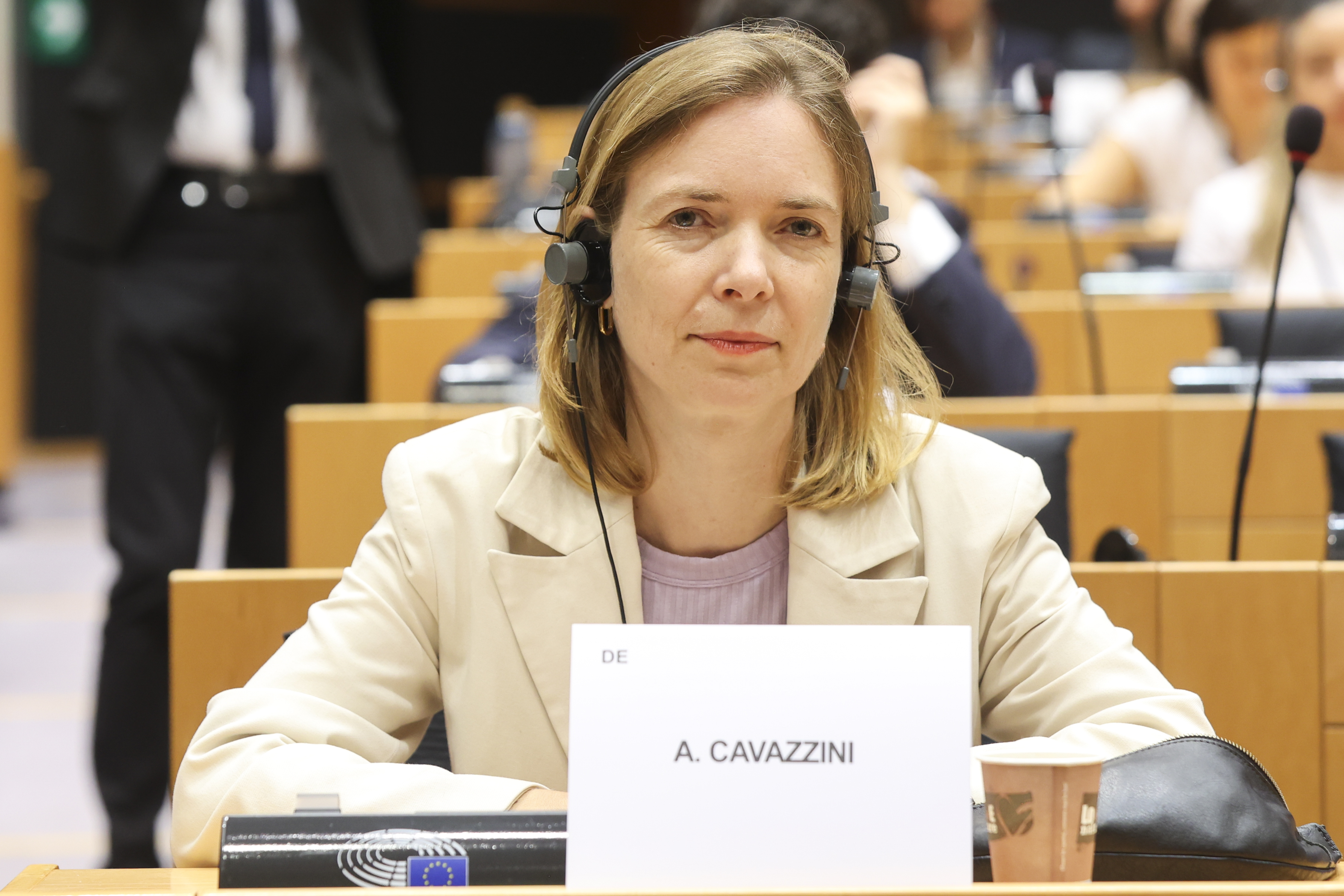
Seit 2020 sitzt Cavazzini dem Ausschuss für Binnenmarkt und Verbraucherschutz des Europäischen Parlaments vor

Während ihres Studiums engagierte sich Anna Cavazzini in der Grünen Jugend Chemnitz. Zwischen 2004 und 2005 gehörte sie dem Landesvorstand der Grünen Jugend Sachsen an, 2005 dem Bundesvorstand. Von 2011 bis 2019 war sie Sprecherin der Bundesarbeitsgemeinschaft Europa der Partei Bündnis 90/Die Grünen und leitete die Schreibgruppe für das Europawahlprogramm im Jahr 2014.
Bei der Bundesdelegiertenkonferenz der Grünen im November 2018 kandidierte Cavazzini für die Europawahlliste und wurde für den 7. Listenplatz gewählt. Bei der Europawahl 2019 gewann sie ein Mandat. Für die Fraktion Die Grünen/EFA ist sie Mitglied im Ausschuss für internationalen Handel sowie bis Oktober 2020 stellvertretendes Mitglied im Ausschuss für Binnenmarkt und Verbraucherschutz. Nach dem Ausscheiden der Fraktionskollegin Petra De Sutter, die dem Binnenmarkt-Ausschuss vorsaß, wählten die Ausschussmitglieder Cavazzini am 26. Oktober 2020 zur neuen Vorsitzenden.
Ihr Mandat im Europäischen Parlament konnte sie bei der Europawahl 2024 bestätigen und ist seitdem Mitglied des 10. Europäischen Parlaments. Sie wurde zudem als Vorsitzende des Ausschusses für Binnenmarkt und Verbraucherschutz bestätigt und wurde daher qua Amt Mitglied in der Konferenz der Ausschussvorsitze. Sie ist zudem stellvertretendes Mitglied im Ausschuss für internationalen Handel.

## Mitgliedschaften
Anna Cavazzini ist Mitglied der überparteilichen Europa-Union Deutschland, die sich für ein föderales Europa und den europäischen Einigungsprozess einsetzt.